# Elfriede Ducke
Elfriede Ducke (* 4. Februar 1925 in Leipzig; † 13. Juni 2015 ebenda) war eine deutsche Bildhauerin und Tierplastikerin.

## Leben
Elfriede Ducke besuchte von 1941 bis 1945 die Meisterschule für das gestaltende Handwerk in Leipzig. Ihre Lehrer waren Alfred Thiele im Fach Plastik und Kurt Feuerriegel im Fach Keramik. Nach dem Ende des Zweiten Weltkrieges setzte sie ihre Studien von 1946 bis 1949 an der Leipziger Fachschule für angewandte Kunst bei Alfred Thiele fort.
Ab 1952 war Elfriede Ducke als freischaffende Bildhauerin tätig. Ihren künstlerischen Schwerpunkt bildete die Tierplastik, wobei sie die aus der Tierbeobachtung im Freien gewonnenen Eindrücke niemals zeichnerisch festhielt, sondern direkt in Ton modellierte oder aus dem Stein schlug. Diese Arbeiten ließ sie anschließend oftmals in Bronze ausformen. Von 1960 bis 1984 bildete Ducke eine Ateliergemeinschaft mit der Bildhauerin Hanna Studnitzka.
Elfriede Ducke war in der DDR an einer bedeutende Anzahl wichtiger zentraler und regionaler Ausstellungen beteiligt, u. a. 1962/1963, 1972/1973, 1982/1983 und 1987/1988 in Dresden an der Deutschen Kunstausstellung bzw. den Kunstausstellungen der DDR.
Neben größeren Arbeiten im öffentlichen Raum befinden sich Werke der Künstlerin unter anderem im Museum der bildenden Künste Leipzig, in der Kunsthalle der Sparkasse Leipzig, im Deutschen Historischen Museum Berlin, in den Städtischen Kunstsammlungen Görlitz, der Galerie Moritzburg in Halle/Saale, im Magdeburger Kloster Unser Lieben Frauen und im Naturkundemuseum Leipzig.
Die Grabstätte Elfriede Duckes befindet sich auf dem Friedhof in Großbothen.

## Auszeichnungen
- 1962 2. Preis des Kleinplastikerwettbewerbes Berlin

## Mitgliedschaften
- 1952–1990 Verband Bildender Künstler der DDR
- 1990–2015 Bundesverband Bildender Künstlerinnen und Künstler
- 1990–2015 GEDOK

## Ausstellungen
- 1980 Dessau, Staatliches Museum Schloss Mosigkau („Kunst am Bau. Plastik, Keramik.“ Mit Karl-Heinz Häse und Hans-Joachim Förster)
- 1982 Galerie Wort und Werk, Leipzig
- 1985 Schloss Bad Frankenhausen
- 1986 Burggalerie Magdeburg
- 1988 Kulturhaus Mölkau
- 1999 Naturkundemuseum Leipzig
- 2002 Kunstkaufhaus Leipzig
- 2005 Galerie Süd, Leipzig
- 2008 Galerie artKapella, Schkeuditz

## Werke (Auswahl)

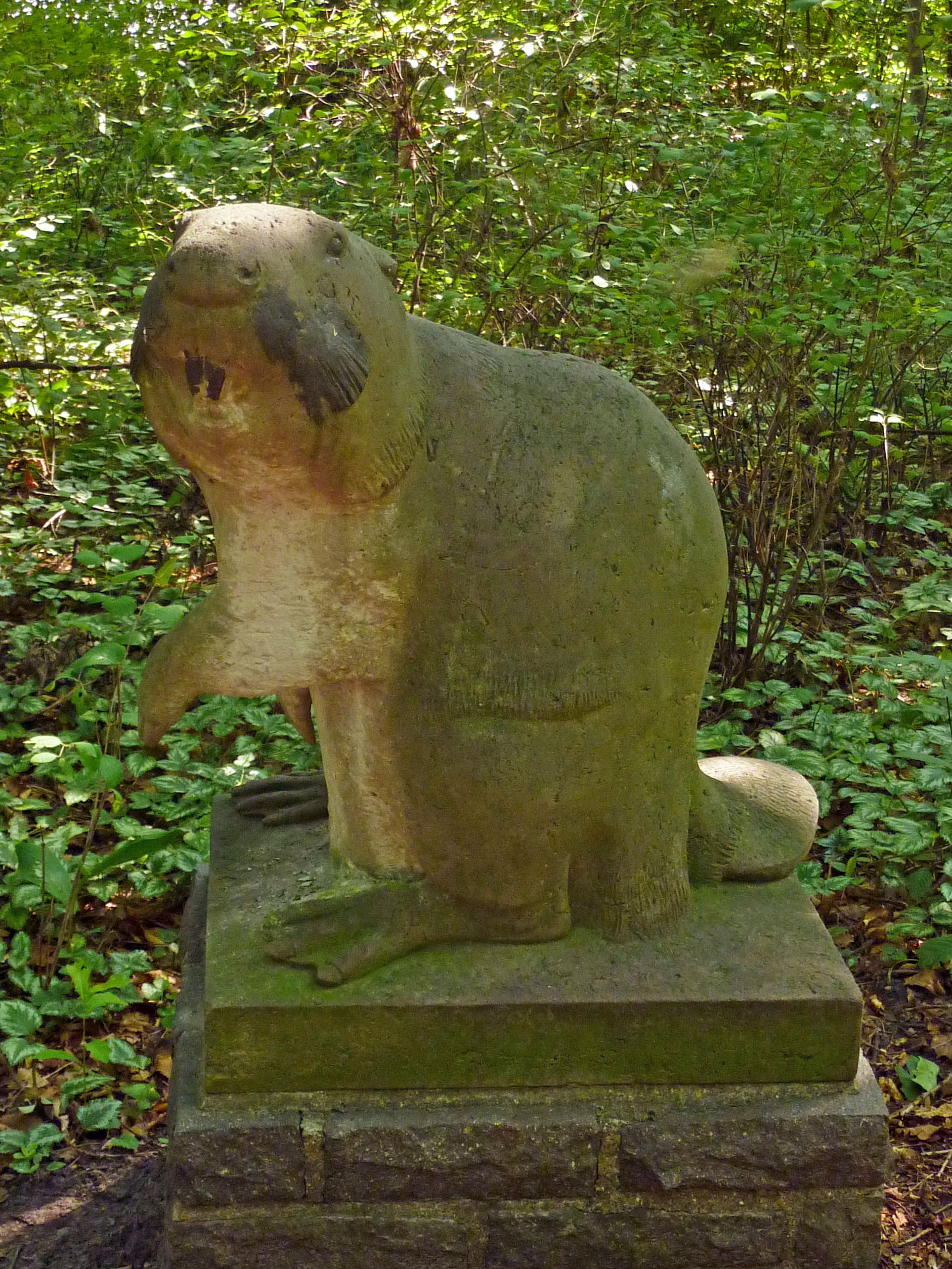
Biber, Tierpark Berlin
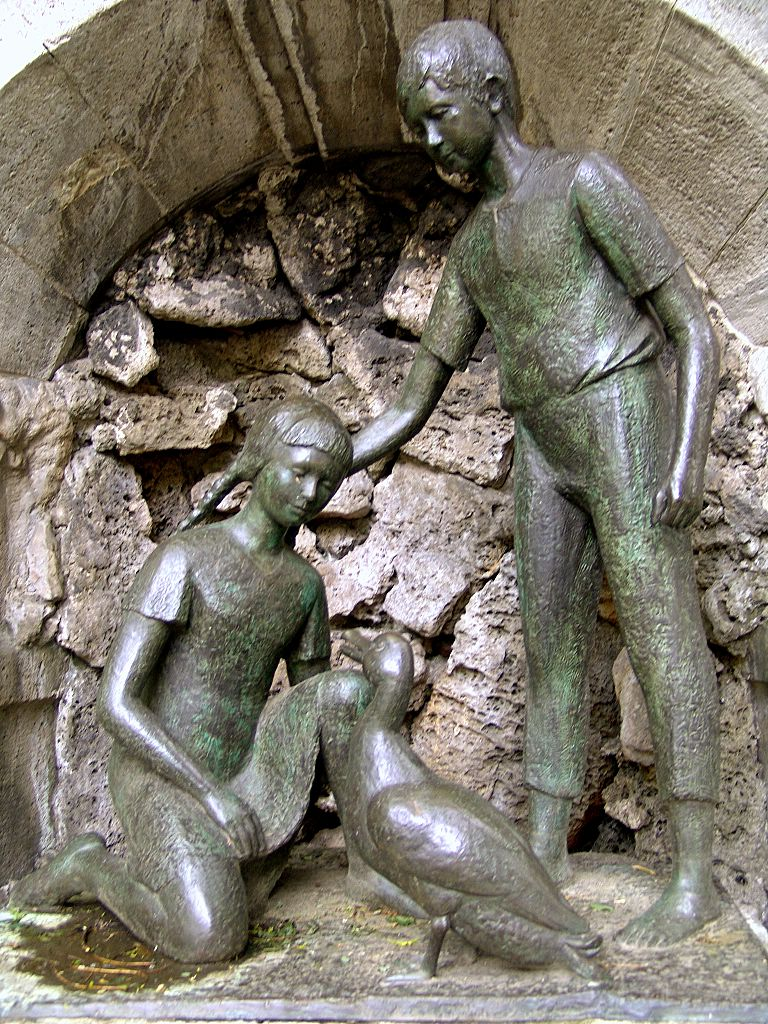
Hänsel und Gretel, Detail Märchenbrunnen Leipzig
Spielende Kinder, Brunnen Leipzig

- 1958 Sandsteinskulptur Biber, Tierpark Berlin-Friedrichsfelde
- 1963 Zeichnendes Mädchen, lebensgroße Bronzeplastik
- 1965 mit Hanna Studnitzka: Neufassung der Figuren und Reliefs des 1906 von Josef Mágr geschaffenen Märchenbrunnens, Leipzig
- 1964 mit Hanna Studnitzka: Brunnen Spielende Kinder; Leipzig
- 1970 Pavian, Bronze, 62×50×45 cm
- 1975 Schafherde, Bronze, 10×40×23 cm
- 1991 Mops auf Kissen sitzend, Bronze, 10 × 10,5 × 12,5 cm
- 1992 Windhund, Bronze